# Макулан (мікрорайон)
Макулан (Всебра́тське-2) — мікрорайон у Центрально-Міському районі міста Кривий Ріг.

## Історія
Мікрорайон побудований у 1990 — листопаді 1992 року австрійською фірмою «Гофман-Макулан» (Hofman & Maculan , назва будівельної фірми стала неофіційною назвою житлового масиву) на замовлення Міністерства оборони України за ініціативою Криворізького міськвиконкому для військовослужбовців, яких виводили з країн соціалістичного табору, що входили до складу Варшавського договору. У будівництві брали участь австрійські, німецькі, словацькі та українські будівельники за західноєвропейськими проєктами. Новий житломасив побудований поряд з житловим масивом Всебратське. В мікрорайоні переважна більшість проживають військовослужбовці.

## Інфраструктура
У мікрорайоні побудовані багатоквартирні будинки на 1,5 тисячі квартир, АТС, школа, поліклініка, дитячий садок, універсам, готель «Братислава».